# Provinz Buenos Aires
Die Provinz Buenos Aires (Provincia de Buenos Aires) liegt im Osten Argentiniens inmitten der fruchtbaren Pampa-Ebene. Sie ist mit mehr als einem Drittel der Gesamtbevölkerung Argentiniens die bevölkerungsreichste und auch die flächenmäßig größte Provinz des Landes. Im Nordosten der Provinz, am Río de la Plata, liegt die Hauptstadt der Republik Argentinien, Buenos Aires, die jedoch selbst (im Gegensatz zu ihren Vororten) nicht Teil der Provinz ist. Hauptstadt der Provinz ist La Plata.

## Geographie und Klima
Die Provinz grenzt im Norden an Santa Fe und Entre Ríos, im Osten an Uruguay, im Südosten an den Atlantik, im Süden an Río Negro, im Westen an La Pampa und im Nordwesten an Córdoba.
Geographisch gehört sie vollständig zur Pampa-Region, bis auf den äußersten Süden, der zu Patagonien gehört. Die markantesten Gebirgszüge sind die Sierra de la Ventana (bis 1100 Meter) und die Sierra de Tandil (bis 600 Meter).
Das Klima ist gemäßigt und ozeanisch, mit warmen Sommern und milden Wintern, sowie einer ständig hohen Luftfeuchtigkeit und hohen Niederschlagsmengen das ganze Jahr über. Nach Westen und Südwesten hin wird es trockener.

## Bevölkerung und Städte
In der Provinz lebt etwa ein Drittel der Landesbevölkerung. Besonders konzentriert sie sich im Gebiet rund um die nicht zur Provinz gehörende, sondern einen eigenen Gliedstaat („autonome Stadt“) bildende Landeshauptstadt Buenos Aires, dem sogenannten Gran Buenos Aires. Dort wohnen zwei Drittel der Provinzbevölkerung. Größte Stadt der Provinz ist La Matanza (1.800.000 Einwohner), gefolgt von der Provinzhauptstadt La Plata (768.000 Einwohner).
Die Bevölkerung besteht zum größten Teil aus Nachkommen von Spaniern, Italienern und Briten, wobei letztere vor allem im Süden der Provinz anzutreffen sind. Nennenswerte Indianeransiedlungen gibt es allenfalls im äußersten Süden (Tehuelches, fast zu 100 % mestizisiert).

## Geschichte
Aus europäischer Sicht wurde das Provinzgebiet zum ersten Mal von Juan Díaz de Solís 1516 betreten. Frühe Siedleraktivitäten scheiterten jedoch, so musste der 1536 an der Küste des Río de la Plata aktive Pedro de Mendoza 1541 seine Siedlung Santa María del Buen Ayre wieder aufgeben. Die endgültige Besiedlung der Provinz geht auf den Gründer von Buenos Aires Juan de Garay zurück, der 1580 in der Umgebung der Stadt ein Encomienda-System einrichtete. Aus den umgebenden Estancias entstanden im Norden der heutigen Provinz zahlreiche aufstrebende Städte.
Als eigenständige territoriale Einheit besteht die Provinz jedoch erst seit dem 2. Februar 1820. Sie umfasste damals ein weitaus größeres Gebiet als heute: den gesamten zentralen Westen bis zu den Anden sowie ganz Patagonien. Bis Mitte des 19. Jahrhunderts kontrollierten die regierungstreuen Truppen jedoch abgesehen von einigen Enklaven wie Carmen de Patagones nur den Norden des heutigen Provinzgebietes; der Süden und ein großer Teil des zentralen Westens wurden von Ureinwohnern beherrscht.

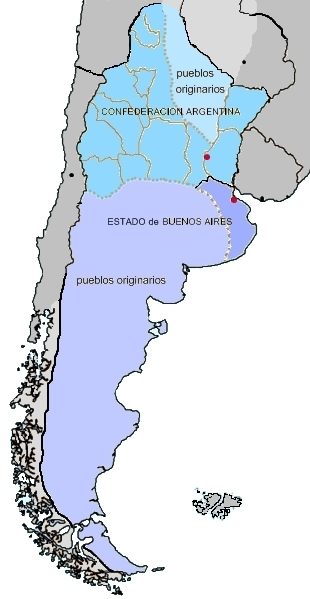
Der Estado de Buenos Aires (1853–1862): in dunklem Violett die effektiv kontrollierten, in hellem Violett die beanspruchten Gebiete, in Blau die Argentinische Konföderation ohne Buenos Aires.

Da die Vereinigten Provinzen des Río de la Plata (1810 bis 1835) mit Ausnahme des kurzen Zeitraums zwischen 1826 und 1827 keine Zentralregierung besaßen, war die Provinz Buenos Aires, die damals auch die Stadt Buenos Aires mitumfasste, de facto ein unabhängiger Staat innerhalb der Provinzen bzw. der 1835 umbenannten Argentinischen Konföderation. Sie hatte aber eine Vormachtstellung unter den anderen Provinzen inne, so war ihr Gouverneur mit der Außenpolitik des losen Staatenbundes beauftragt. Insbesondere Juan Manuel de Rosas, Gouverneur zwischen 1829 und 1832 sowie zwischen 1835 und 1852, baute diese Privilegien aus und errichtete eine Diktatur, von der auch die anderen Provinzen insbesondere wegen der Konzentration der Exporte auf den Hafen von Buenos Aires sowie militärischer Interventionen Rosas’ weitgehend abhängig waren. Gleichzeitig hatte er, trotz seiner Zentralgewalt formal den Föderalisten angehörend, kein Interesse an einer Verfassung oder Einigung des Landes. Schließlich wurde er durch den Föderalisten Justo José de Urquiza, dem Gouverneur der Provinz Entre Ríos, in der Schlacht von Monte Caseros geschlagen.
Die Provinz Buenos Aires weigerte sich am vom provisorischen Staatsoberhaupt Urquiza für 1853 initiierten Verfassunggebenden Kongress teilzunehmen, da sie ihre Vormachtstellung gefährdet sah, und trennte sich schon 1852 von Argentinien ab. Damit war sie kurzzeitig ein unabhängiger Staat, der Estado de Buenos Aires genannt wurde, von den anderen Provinzen jedoch nicht anerkannt wurde. Erst 1861 trat die Provinz Buenos Aires dem Staatenbund wieder bei, der daraufhin in República Argentina umbenannt wurde, als sie unter Bartolomé Mitre abermals gegen die Regierungstruppen kämpften und der ehemalige Präsident Urquiza sich in der ausgeglichenen Schlacht zurückzog und Mitre den Sieg überließ, unter der Bedingung, seine Provinz Entre Ríos ohne Interventionen von Buenos Aires regieren zu können. Daraufhin wurde Mitre Präsident des wiedervereinten Argentiniens.
Nachdem die regierungstreuen Truppen bis 1880 im Rahmen der sogenannten Conquista del Desierto, einem Feldzug gegen die Mapuche und Tehuelche, weit nach Süden vorgedrungen waren, wurden große Teile des Territoriums abgetrennt und 1884 eine Reihe von Nationalterritorien errichtet: La Pampa, Neuquén, Chubut, Santa Cruz und Tierra del Fuego. Erst im Laufe des 20. Jahrhunderts bekamen auch diese den Provinzstatus zuerkannt.
Im Jahre 1882 wurde die Stadt Buenos Aires, die bis dahin Hauptstadt der Provinz war, von dieser abgetrennt und gleichzeitig zur Hauptstadt Argentiniens erklärt. Als neue Hauptstadt der Provinz wurde im selben Jahr die Stadt La Plata gegründet.
Im Laufe des 20. Jahrhunderts wurden auch die Gebiete des bis dahin nahezu unbewohnten Süd- und Südwestteils der Provinz besiedelt. Ab etwa 1890 entstand an der Atlantikküste ein reger Tourismus, während die Landwirtschaft großflächig auf den Rest der Provinz ausgedehnt wurde.

## Politisches System
Die derzeit gültige Verfassung der Provinz Buenos Aires stammt aus dem Jahre 1994.
Die Legislative der Provinz besteht aus zwei Kammern, der Abgeordnetenkammer (Cámara de Diputados) und dem Senat (Senado) zusammen. Die Mitglieder beider Kammern werden auf vier Jahre gewählt, wobei alle zwei Jahre die Hälfte neu gewählt wird. Sie dürfen nicht gleichzeitig Staatsangestellte sein. Die beiden Kammern tagen normalerweise getrennt und treten nur in bestimmten Sonderfällen als Asamblea Legislativa gemeinsam zusammen.
An der Spitze der Exekutive der Provinz steht der Gouverneur (Gobernador), der zusammen mit dem Vizegouverneur (Vicegobernador) in direkter Wahl auf vier Jahre gewählt wird. Die Wahl findet gemeinsam mit einer Wahl der Hälfte der Abgeordneten statt. Eine einmalige Wiederwahl in Folge zum Gouverneur oder Vizegouverneur ist zulässig. Der Vizegouverneur vertritt den Gouverneur, sofern dieser sein Amt nicht ausüben kann, und übernimmt im Falle von dessen Tod, Absetzung oder Rücktritt das Amt des Gouverneurs bis zum Ende der regulären Amtszeit. Sollten sowohl der Gouverneur als auch der Vizegouverneur aus dem Amt geschieden sein, übernimmt der Erste Vizepräsident des Senats provisorisch deren Funktion, muss jedoch unverzüglich eine Sitzung der Asamblea Legislativa einberufen, die einen interimistischen Gouverneur wählt. Dieser übt sein Amt bis zum nächsten anstehenden Termin für die Neuwahl der Hälfte der Abgeordneten aus, gemeinsam mit diesen werden dann Gouverneur und Vizegouverneur neu gewählt.

## Verwaltungsgliederung
Die Provinz Buenos Aires ist administrativ in 135 Partidos gegliedert, die gleichzeitig als Einheiten der lokalen Selbstverwaltung fungieren und in dieser Eigenschaft als Municipios bezeichnet werden.
Die Municipios verfügen jeweils über einen Intendente, der die Exekutive leitet, und einen Concejo, der je nach Einwohnerzahl zwischen 6 und 24 Mitgliedern (Concejales) hat. Sowohl der Intendente als auch die Concejales werden für eine Amtszeit von vier Jahren direkt gewählt, wobei jeweils alle zwei Jahre die Hälfte der Concejales neu gewählt wird. Die Wahlen finden jeweils zusammen mit den Wahlen zum Provinzparlament statt. Die Amtsträger der Municipios dürfen nicht zugleich Ämter in der Exekutive, Legislative oder Judikative auf der Ebene des Gesamtstaates oder der Provinz bekleiden und auch keine bezahlten Angestellten des Municipio oder Angehörige der Polizei sein. Ausländer, die die spanische Sprache beherrschen, seit mindestens zwei Jahren im Municipio leben und Steuern zahlen, haben genauso wie argentinische Staatsbürger das aktive und das passive Wahlrecht zum Concejo, sie dürfen jedoch nicht mehr als ein Drittel der Sitze im Concejo innehaben.
Anders als alle anderen Provinzen Argentiniens ist Buenos Aires nicht in Regionen organisiert. Das liegt daran, dass die Hauptfunktion der Regionen darin besteht, ein wirtschaftliches Gegengewicht zu Buenos Aires zu bilden, was im Einzugsbereich der Metropole unsinnig wäre.
Siehe auch: Liste der Partidos der Provinz Buenos Aires

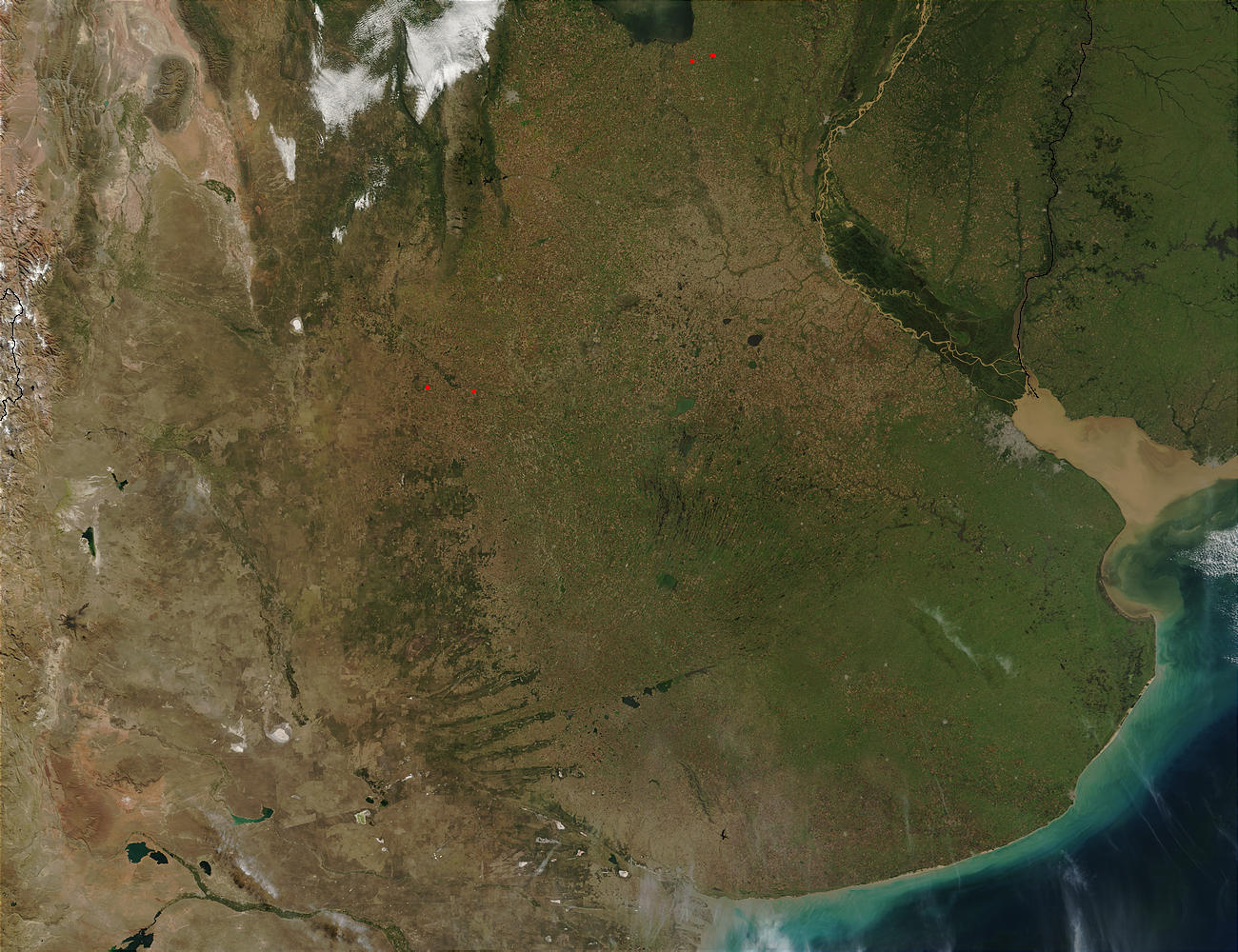
Die Provinz Buenos Aires aus dem Weltall

## Wirtschaft
Fast das gesamte Territorium der Provinz wird landwirtschaftlich genutzt oder dient der Viehzucht. In allen Städten gibt es agroindustrielle Betriebe, die die Erzeugnisse verarbeiten. Zudem gibt es rund um die Großstädte eine diversifizierte Industrie (Automobilindustrie in General Pacheco bei Buenos Aires, Chemieindustrie in Bahía Blanca, Stahlindustrie in Campana). Etwa 60 Prozent der gesamten Industrie des Landes konzentrieren sich in dieser Provinz.
Eine weitere wichtige Einnahmequelle ist der Tourismus, vor allem an der südlichen Atlantikküste der Provinz, an der mit Mar del Plata, Necochea, Miramar, Villa Gesell und Pinamar die fünf bedeutendsten Badeorte Argentiniens liegen. Ebenfalls von Bedeutung ist die Region nahe der Mündung des Río de la Plata, die sogenannte Atlántida Argentina, mit den Ferienzentren San Clemente del Tuyú, Santa Teresita und Mar de Ajó.

## Sonstiges
Bei der Einstellung von Personal im öffentlichen Dienst werden in der Provinz transsexuelle Menschen bei vergleichbarer Eignung bevorzugt behandelt, um dadurch Diskriminierungen in der Gesellschaft auszugleichen.